# Iglesia de San Esteban (Zamora)
La iglesia de San Esteban, popularmente conocida como los "Padres", es un edificio de estilo románico que se halla situada en la plaza de San Esteban, entre los barrios de San Torcaz, del Burgo y de la Lana de la ciudad de Zamora, Comunidad de Castilla y León, España. Conserva su estructura primitiva exterior aunque no la interior debido a las reformas efectuadas durante el siglo XVIII. Hasta el año 2009 ha sido la sede provisional del Museo Baltasar Lobo, trasladado hoy en día al castillo de la ciudad.

## Historia
La iglesia de San Esteban es históricamente la sede de la Real Cofradía del Santo Entierro, aunque durante un largo periodo de tiempo ha perdido este carácter, igual que el de parroquia del barrio. Antiguamente custodiada por los Padres Claretianos del Colegio Corazón de María (situado junto a la iglesia aunque hoy en día trasladado al extrarradio de la ciudad). La Real Cofradía del Santo Entierro tiene previsto recuperar esta sede, ya que el traslado del museo Baltasar Lobo al castillo lo permite; y recuperar una identidad perdida u olvidada. La Gaceta de Madrid publicó el 12 de marzo de 1884, Dirección General de Rentas Estancadas, la autorización a dicha Cofradía para la realización de una rifa de varias alhajas, donadas gratuitamente, con aplicación de sus productos a la reparación de la iglesia, quedando obligada a satisfacer a la Hacienda los impuestos correspondientes. En 1905 se añadió la espada en fábrica de ladrillo procedente de un tejar de Paredes de Nava (Palencia).

## Planta

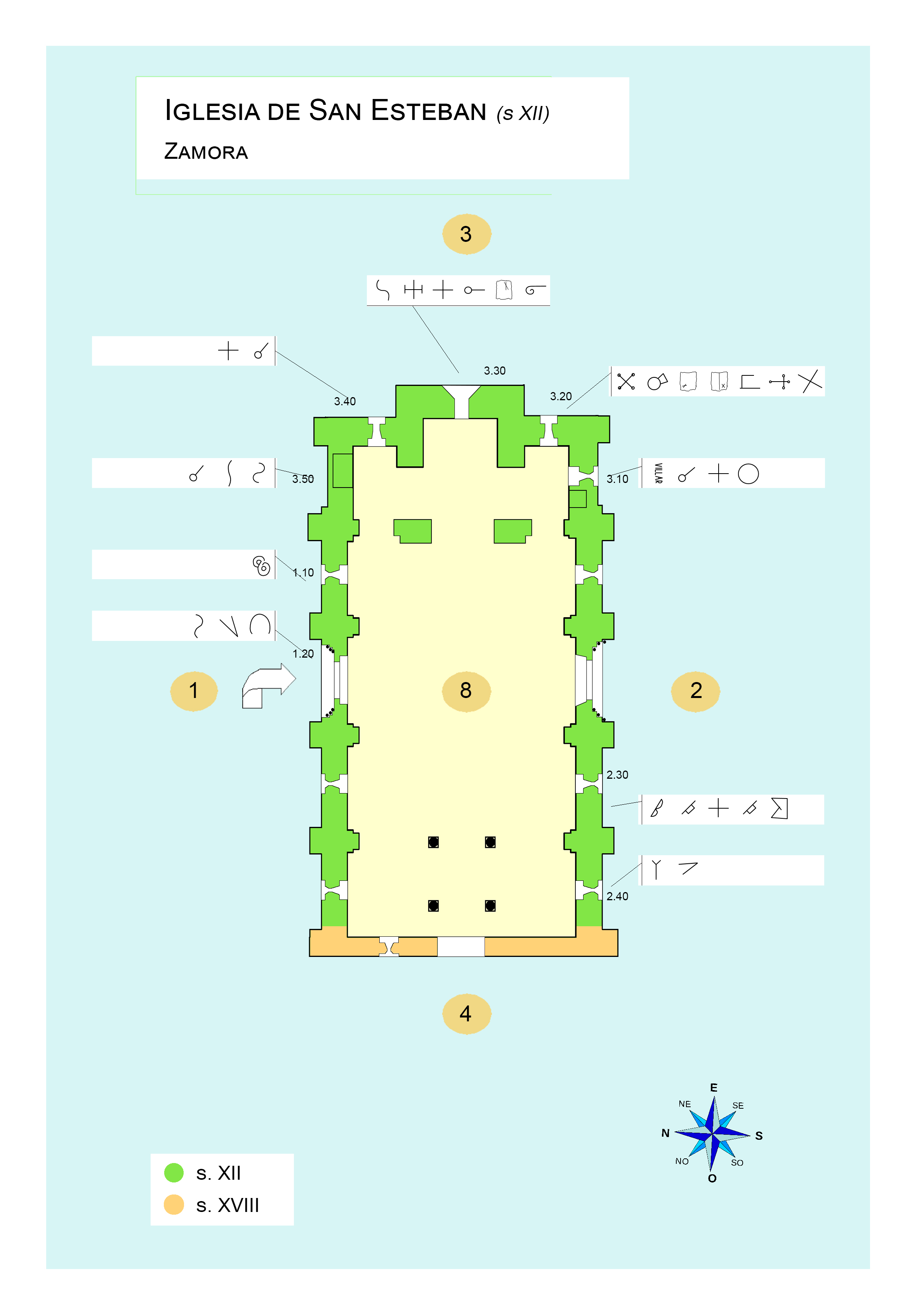
Aprox. a la planta y marcas de cantero.
1 Fachada Norte, 2 Fachada sur, 3 Fachada este, 4 Fachada oeste, 8 Nave central

Su planta, románica del s XII, de una sola nave (8) rectangular de cuatro tramos con presbiterio recto y triple
cabecera (3) plana.
Presenta la orientación litúrgica habitual.

El acceso al templo se efectúa por el pórtico de la fachada norte. Existen otro pórtico en la fachada sur y un tercero en la fachada oeste, moderno.
Fue realizada en sillería caliza.

El templo sufrió importantes reformas en el siglo XVIII y fue rehabilitado y restaurado a finales del siglo XX.

## Marcas de cantero
Se han identificado 69 signos de 20 tipos diferentes, la mayoría de diseño sencillo, 1 a 10 trazos y complejidad baja, 2 a 5 trazos, características típicas de una etapa constructiva del siglo XIII, ver informe "Etapas históricas".

Su distribución por zonas puede verse en el informe ‘Distribución’ de gliptografía.